# Резолюция 222 на Съвета за сигурност на ООН
Резолюция 222 на Съвета за сигурност на ООН е приета единодушно на 16 юни 1966 г. по повод Кипърския въпрос.
Като взема предвид мнението на генералния секретар по въпроса, както и изразеното желание от страна на Република Кипър престоят на Мироопазващите сили на ООН в Кипър да бъде удължен и след 26 юни 1966 г., с Резолюция 222 Съветът за сигурност, заставайки зад предишните си резолюции по Кипърския въпрос, удължава срока на престой на Мироопазващите сили на ООН, разположени в Кипър, с още шест месеца — до 26 декември 1966 г. Резолюцията призовава всички страни в конфликта да проявяват максимална сдържаност и да положат целенасочени усилия за постигане целите на Съвета за сигурност.